# 루 허쉬
루 허쉬(Lou Hirsch, 1955년 2월 27일 ~ )는 미국의 연극 배우, 텔레비전 배우, 성우이다.
브루클린에서 태어났다.

## 영화
- 에피소드 시즌1 (2011년)
- 썬더버드 (2004년)
- 로저 래빗 베스트 (1996년)
- 트레일 믹스-업 (1993년)
- 적색 테러 (1989년)
- 누가 로져 래빗을 모함했나 (1988년) - 성인 베이비 허먼 목소리 역
- 아메리칸 웨이 (1986년)
- 사랑의 상대성 (1985년)
- 외로운 법정 (1983년)
- 슈퍼맨 3 (1983년)